# Зелемянка
Зелемянка (укр. Зелем'янка) — река в Стрыйском районе Львовской области Украины. Правый приток реки Опир (бассейн Днестра).
Длина реки 10 км, площадь бассейна 30 км². Типично горная река. Долина узкая и глубокая, покрыта лесом. Русло слабоизвилистое, каменистое, со множеством перекатов и стремнин, есть небольшие водопады.
Берёт начало на юго-восточном склоне хребта Зелемянка (Сколевские Бескиды). Течёт на северо-запад, местами — на запад. Впадает в Опир в северной части села Тухля.

## Галерея

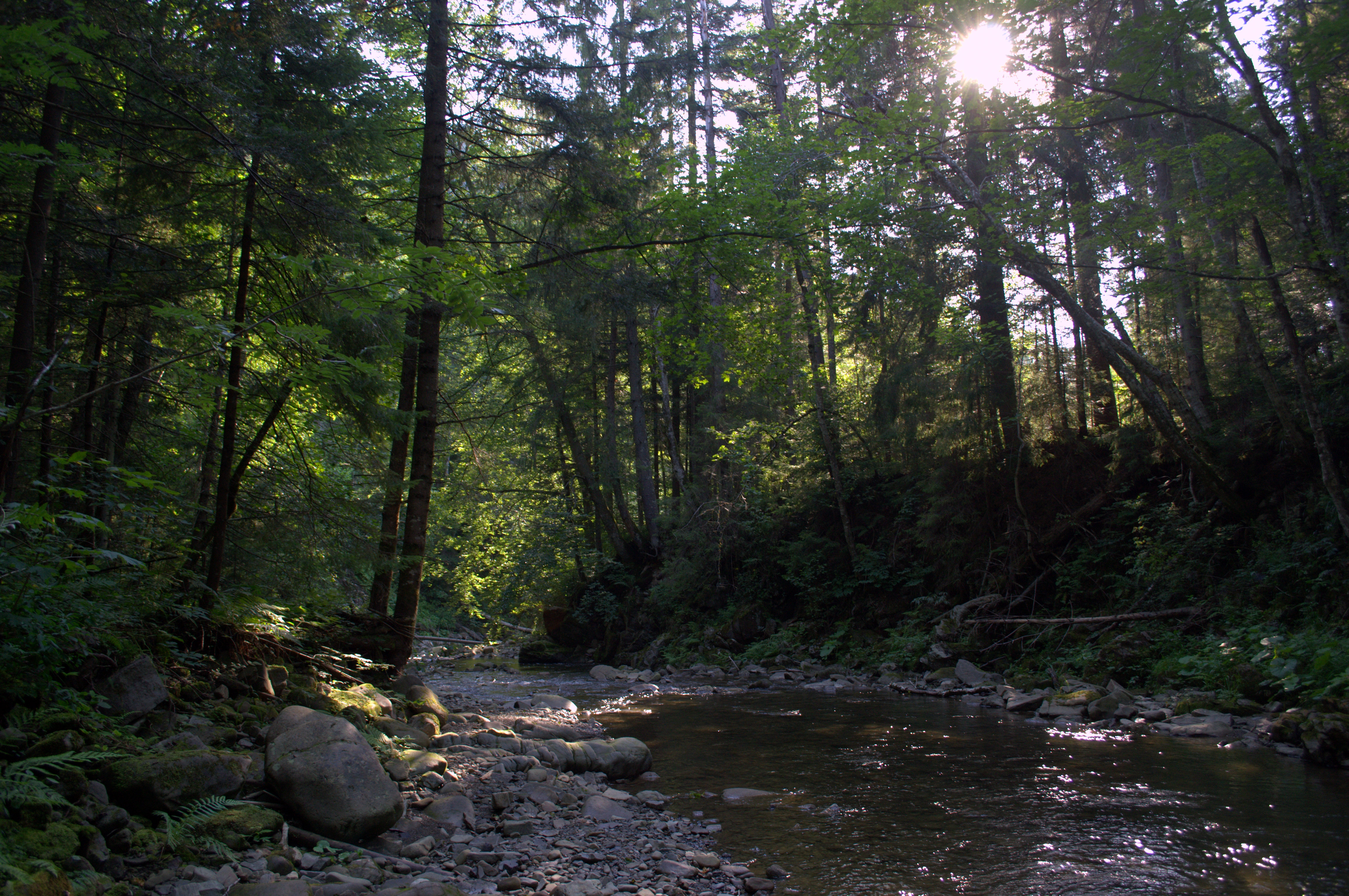
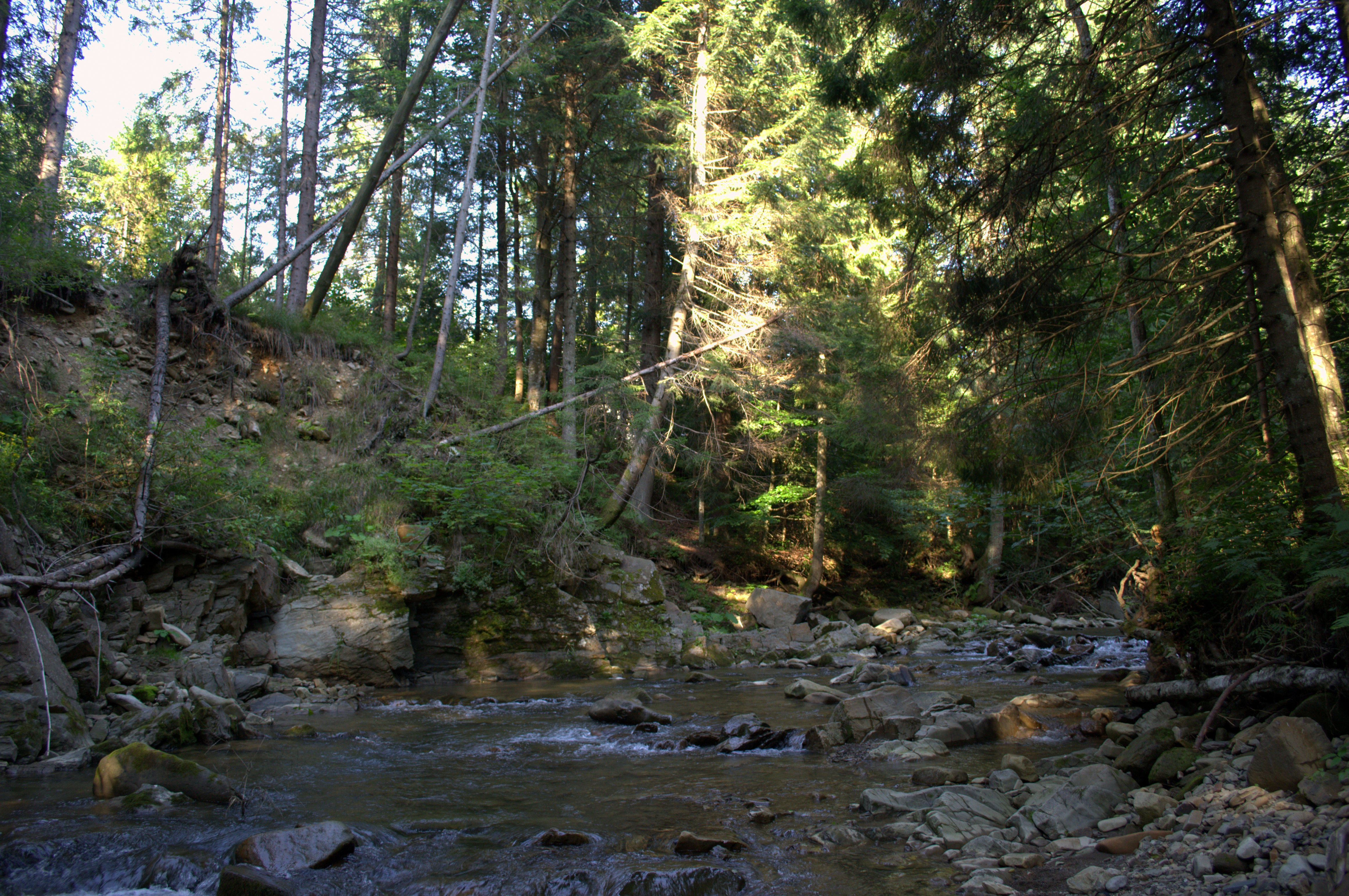